# Frank Morgenstern
Frank Morgenstern (* 6. Juni 1950) ist ein deutscher ehemaliger Fußballspieler. In den 1970er Jahren spielte er hauptsächlich in der DDR-Liga, der zweithöchsten Liga im DDR-Fußball.

## Sportliche Laufbahn
Bei der Betriebssportgemeinschaft Aktivist in Großzössen unternahm Frank Morgenstern die ersten Schritte im Fußballsport. Ab 1972 spielte er im Männerbereich bei der Hochschulsportgemeinschaft HSG DHFK in Leipzig, zunächst in der viertklassigen Bezirksklasse. 1973 stieg Morgenstern mit der HSG in die Bezirksliga auf, wo er bis 1975 aktiv war.
Zur Rückrunde der Saison 1975/76 wechselte Morgenstern zum DDR-Ligisten Chemie Böhlen.  Als Mittelfeldspieler bestritt er alle neun Ligaspiele und kam zu drei Punktspieltoren. Auch 1976/77 war er zunächst als Mittelfeldspieler gesetzt, in der Rückrunde kam er jedoch nur dreimal zum Einsatz. Von den 20 ausgetragenen Ligaspielen absolvierte er 15 Begegnungen und blieb ohne Torerfolg. Die BSG Chemie wurde Staffelsieger und nahm an den Aufstiegsspielen zur DDR-Oberliga teil, die sie erfolgreich abschloss. Morgenstern wurde in den acht Spielen dreimal aufgeboten. In der Oberligasaison 1977/78 wurde Morgenstern zwar für die 1. Mannschaft nominiert, wurde in den Punktspielen aber nicht eingesetzt. Stattdessen wurde er sporadisch als Mittelfeldakteur in neun Spielen der Nachwuchsoberliga-Mannschaft eingesetzt.
Morgensterns nächste Station war ab 1978/79 die BSG Aktivist Espenhain. Mit ihr bestritt er in der DDR-Liga drei Spielzeiten, in denen er in den insgesamt 66 ausgetragenen Ligaspielen 47 Begegnungen absolvierte. Er behielt seine Position im Mittelfeld bei und schoss in der Saison 1980/81 sein einziges Ligator für Espenhain. Nach dieser Saison stieg die BSG Aktivist aus der DDR-Liga ab.
Der Abstieg veranlasste Frank Morgenstern, zum Leipziger Bezirksligisten Motor Lindenau zu wechseln. Dort war er noch bis 1984 aktiv und beendete danach seine Laufbahn als Fußballspieler im Leistungsbereich.